# Montecatini-Terme
Montecatini-Terme és un municipi italià, situat a la regió de la Toscana i a la província de Pistoia. La ciutat està situada a l'extrem oriental de la plana de Lucca i és famosa perquè té una gran quantitat de balnearis termals, que fa que el turisme sigui la principal activitat econòmica de la zona.
L'any 2004 tenia 20.024 habitants.

## Història
La presència humana en l'àrea de la Montecatini Terme és molt antiga. Probablement des del Paleolític, la regió era freqüentat per caçadors que estaven de pas, però no va ser fins als primers assentaments mesolítics que Montecatini no es va poblar.
A principis del segle xiv a les fronteres de Valdinievole va aparèixer un nou poder: Florència. Els primers florentins van debilitar el que era el poder dominant de la zona en aquella època Siena i Arezzo, però quan Florència estava a punt de realitzar els seus plans de dominació en la regió nord-oest, els gibel·lins es van revoltar a principis del segle xiv i van ser capaços de frenar aquest procés. Al capdavant de la revolta havia Uguccione Faggiola Vicario, qui en 1312 es va convertir en amo imperial de Pisa i Lucca, i va amenaçar directament a Florència. La guerra era inevitable, perquè d'aquesta batalla depenia el domini de tota la regió de la Toscana.
L'any decisiu va ser 1315 Uguccione va intentar atacar Montecatini, considerat un bastió estratègic, però gràcies a la seva ubicació i l'ajuda d'aliats florentins l'intent de setge va fracassar. El 29 d'agost, sota els murs de Montecatini es va produir una altra batalla decisiva que va deixar milers de ferits i presoners.
A l'any següent Uguccione es va veure obligat a fugir i va prendre el seu lloc Castruccio Castracani Antelminelli. Aquest últim es va convertir primer en senyor de Lucca, després de Pisa i va aconseguir estendre el seu poder a la Toscana més i més. En 1323 Castruccio va tractar d'apoderar-se d'un bastió de Florència, (Fucecchio) però va resultar ferit i es va veure obligat a retirar-se, i així és com va començar una recuperació lenta però segura de poder florentí, que va arribar a dominar la ciutat de Montecatini.
En 1530, als peus de Montecatini es va disposar la construcció d'algunes banyeres adequades per contenir les ja conegudes aigües termals.
Montecatini va viure una altra guerra de nou, que es va iniciar en 1554 i va tenir una part protagonitzada per Cosme I de Mèdici i per l'altra part per Pietro Strozzi, respectivament representants de Florència (aliats amb hispania) i Siena (aliats amb França). El 21 de juny d'aquest any Montecatini va ser ocupada per Siena. Montecatini en realitat no es va oposar a aquesta ocupació, ya que Strozzi es va presentar dient que ell era un alliberador.
Montecatini fou una vegada fortalesa inexpugnable, ara estava en mal estat causat per la degradació i les penúries sofertes durant els segles de batalles. Així que quan els Mèdici van tornar a atacar-la amb les seves tropes Montecatini va caure sota les mans dels Mèdici que van saquejar despietadament es van dur fins a les portes i finestres. Cosimo no content i ple de ressentiment perquè Montecatini no havia ofert resistència quan va ser conquerida (Per Strozzi) i no havia lluitat per a tornar a estar sota el govern dels Mèdici, va ordenar "arrancar-la de la terra"; i així durant dies vuit-cents homes amb fúria van destruir murs, torres i cases; només es van salvar de la destrucció cent seixanta cases, tres convents, l'ajuntament i el Palau de Justícia.
La zona encara es va mantenir poc saludable a causa de l'estancament de les aigües (de l'actual Pantà de Fucecchio). Els empresaris locals es van unir als estrangers, que sota la pressió del gran duc Leopold, van construir canals per l'eliminació d'aigua i recuperar la terra, ho van aconseguir gràcies a les fonts termals populars que posteriorment es van utilitzar per a construir els balnearis: Tettuccio 1779, Bagno Regio 1773 i Terme Leopoldine 1.775, i la galeria de begudes de les Termes Canopy, amb decoracions en ceràmica per Basilio Cascella
Els segles van anar passant més o menys tranquils fins a arribar a l'inici del segle xx, més concretament fins al 1905, quan el que va ser una vegada un petit poble al peu del turó de Montecatini es va convertir en "la ciutat del bany de Montecatini". Aquest nom, però, no va tenir sort, i més tard va ser canviat a l'actual ", Montecatini Terme".
En els mateixos anys en el canvi de segle XX l'oferta turística havia millorat i diversificat. Els hotels no només van créixer en nombre i qualitat, sinó que també era una necessitat de combinar la diversió, la relaxació,i l'esport. Per tant, es van aixecar moderns restaurants, teatres, discoteques, un casino i les celebritats van començar a freqüentar la ciutat. De fet a finals del XIX i principis del segle XX era fàcil de veure pels carrers, pels parcs o per les instal·lacions de la ciutat gent com Giuseppe Verdi, Mascagni, Ruggero Leoncavallo, Trilussa, Beniamino Gigli o Luigi Pirandello.
Amb aquestes celebritats Montecatini es va convertir en un veritable punt de trobada de renom internacional. La seva fama va créixer fins al punt que en 1926 va registrar 75.000 admissions de no residents, una suma considerable per l'època.
La notòria reputació de la ciutat va ser reconeguda amb la visita del president del Govern Benito Mussolini,el 16 de maig de 1930 per Lando Ferretti.

## Curiositats
- El 24 d'octubre de 1957 va morir al Grand Hotel & La Pace el famós dissenyador francès Christian Dior.
- Hi un passeig que va des de la plaça fins a les termes Tettuccio on hi ha plaques amb l'any i el nom de la celebritat que ha visitat Montecatini i n'hi ha una amb el nom del català Xavier Cugat.
- Actualment la ciutat està dividida en dues parts Montecatini alto i Montecatini Therme.
- Montecatini Terme és una de les destinacions més populars d'Itàlia per al turisme termal.